# Liste der Kulturgüter in Neuhausen am Rheinfall
Die Liste der Kulturgüter in Neuhausen am Rheinfall enthält alle Objekte in der Gemeinde Neuhausen am Rheinfall im Kanton Schaffhausen, die gemäss der Haager Konvention zum Schutz von Kulturgut bei bewaffneten Konflikten, dem Bundesgesetz vom 20. Juni 2014 über den Schutz der Kulturgüter bei bewaffneten Konflikten sowie der Verordnung vom 29. Oktober 2014 über den Schutz der Kulturgüter bei bewaffneten Konflikten unter Schutz stehen.
Objekte der Kategorien A und B sind vollständig in der Liste enthalten, Objekte der Kategorie C fehlen zurzeit (Stand: 13. Oktober 2021).

## Kulturgüter
| Foto |                                                                                   | Objekt                                                 | Kat. | Typ | Standort                                   | Beschreibung |
| ---- | --------------------------------------------------------------------------------- | ------------------------------------------------------ | ---- | --- | ------------------------------------------ | ------------ |
| ja   | Datei hochladen · Wikidata zu Charlottenfels (Q23784049)                          | Villa Charlottenfels KGS-Nr.: 4345                     | A    | G   | Charlottenweg 2 688795 / 282877            |              |
| BW   | Datei hochladen · Wikidata zu Cinévox (Q29787310)                                 | Cinévox KGS-Nr.: 10892                                 | A    | G   | Poststrasse 33 688662 / 281976             |              |
| BW   | Datei hochladen · Wikidata zu Aazheimerhof mit Scheune (Q29787304)                | Aazheimerhof mit Scheune KGS-Nr.: 4343                 | B    | G   | Langrietstrasse 112 686095 / 280807        |              |
| ja   | Datei hochladen · Wikidata zu Alte Mühle am Rheinfall (Q29787306)                 | Alte Mühle am Rheinfall KGS-Nr.: 4344                  | B    | G   | Laufengasse 17 688360 / 281580             |              |
| ja   | Datei hochladen · Wikidata zu Schlösschen Wörth (Q2245256)                        | Schlösschen Wörth KGS-Nr.: 4346                        | B    | G   | Rheinfallquai 30 688103 / 281476           |              |
| ja   | Datei hochladen · Wikidata zu Stadthäuser im Jugendstil (Q29787318)               | Stadthäuser im Jugendstil KGS-Nr.: 4347                | B    | G   | Bahnhofstrasse 7–15 688875 / 282020        |              |
| BW   | Datei hochladen · Wikidata zu Villa Rabenfluh (Q29787321)                         | Villa Rabenfluh KGS-Nr.: 4348                          | B    | G   | Rabenfluhstrasse 9.1 688970 / 282369       |              |
| ja   | Datei hochladen · Wikidata zu Badischer Bahnhof (Q29787308)                       | Badischer Bahnhof KGS-Nr.: 10890                       | B    | G   | Badische Bahnhofstrasse 18 688158 / 281941 |              |
| ja   | Datei hochladen · Wikidata zu SIG Fabrik am Rheinfall (mit Mittelbau) (Q29787315) | SIG-Fabrik am Rheinfall inkl. Mittelbau KGS-Nr.: 10891 | B    | G   | Industrieplatz 3 688534 / 281613           |              |
| ja   | Datei hochladen · Wikidata zu Katholische Kirche (Q29787311)                      | Katholische Kirche KGS-Nr.: 14232                      | B    | G   | Rheinfallstrasse 688512 / 281911           |              |
| ja   | Datei hochladen · Wikidata zu Ruine Neuburg (Neuhausen am Rheinfall) (Q2175367)   | Burgruine Neuburg (Lagerburg zur Wörth) KGS-Nr.: 14234 | B    | G   | Ottersbühl / Fischerhölzli 687830 / 281245 |              |
| BW   | Datei hochladen · Wikidata zu Langtrotte (Q29787313)                              | Langtrotte KGS-Nr.: 14784                              | B    | G   | Wiesengrundstrasse 17 688985 / 281776      |              |
| ja   | Datei hochladen · Wikidata zu Spielkartenfabrik (Q29787316)                       | Spielkartenfabrik KGS-Nr.: 14786                       | B    | G   | Freyastrasse 16 688995 / 282063            |              |